# Наваф Аль-Гамді
Наваф Саїд Аль-Гамді (араб. نواف الغامدي; нар. 21 січня 1999) — саудівський футболіст, воротар клубу «Аль-Гіляль».

## Клубна кар'єра
Вихованець клубу «Аль-Гіляль». У 2019 році як третій воротар був включений у заявку на Клубний чемпіонат світу в Катарі.

## Виступи за збірні
Восени 2018 року Наваф був включений до складу збірної Саудівської Аравії до 19 років для участі у чемпіонаті Азії серед юніорів. На турнірі зіграв 1 матч 26 жовтня проти Таджикистану в заключному колі групового етапу. Аль-Гамді пропустив один м'яч, але в підсумку саудівці виграли 3:1, а також здобули перемогу в турнірі.
У травні 2019 року потрапив в заявку збірної до 20 років на молодіжний чемпіонат світу в Польщі. На «мундіалі» зіграв один матч, 31 травня проти Панами, в якому пропустив 2 м'ячі, а його команда зайняла останнє місце у групі.

## Досягнення
- Переможець юнацького чемпіонату Азії 2018 року